# Dobrá kočka která nemlsá (Václav Hollar)

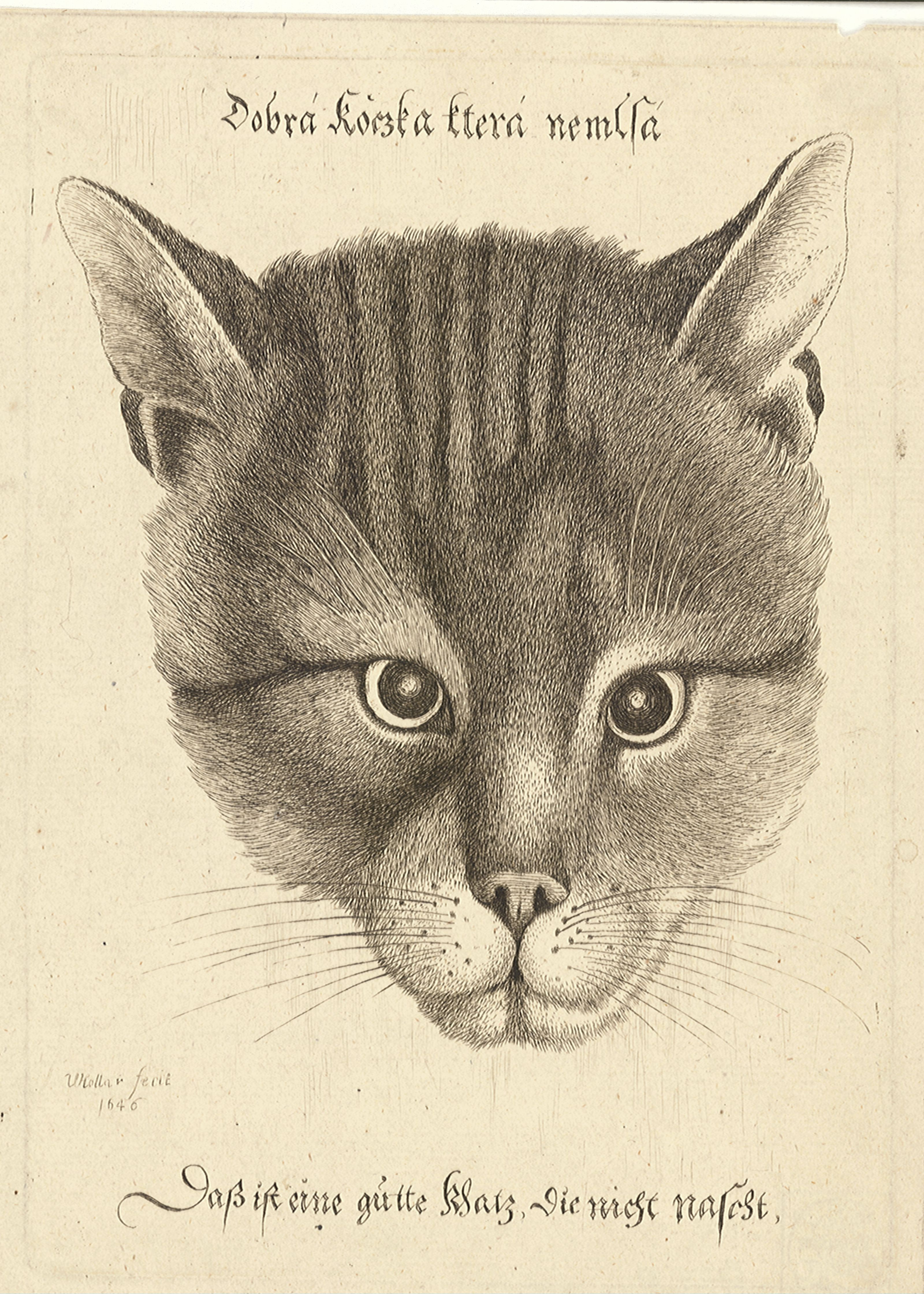
Václav Hollar, Dobrá kočka která nemlsá (tisk ze sbírek
Thomas Fisher Rare Book Library)

Lept s názvem Dobrá kočka která nemlsá ("Dobrá kočzka, která nemlsá / Dass ist eine gutte Khatz, die nicht nascht") vytvořil Václav Hollar roku 1646. Vznik souvisel s kolekcí leptů rukávníků, se kterými je Dobrá kočka spojena jemným provedením kožešiny. Hollar vytvořil tři „kočičí hlavy“. V hollarovských katalozích je Dobrá kočka označován jako Střední hlava kočky (P2109), ze stejného roku pochází i Malá hlava kočky (P2108), podstatně novější je Velká hlava kočky (P2110, s popisem „Le vray portrait du chat du grand Duc de Moscouie“), která pochází až z roku 1663.

## Popis a zařazení
Grafický list s vyobrazením hlavy kočky a pořekadlem v českém a německém jazyce, který Václav Hollar vytvořil nejprve ve dvou menších variantách během svého pobytu v Antverpách roku 1646, patří mezi jeho nejznámější a také ikonograficky nejzáhadnější díla.
Hollar ve stejné době kreslil předlohy k leptům žen oblečených v kožešinách a celkem osm zátiší s kožešinovými doplňky (Rukávníky a doplňky, 1640-1647). Jeho technika, při které užíval různých druhů rýtek a jehel a opakovaného leptání desky, byla v rámci dobového grafického umění výjimečná. Díky nesmírné pečlivosti a jemnosti valérů při znázornění stínů a světel ho tyto listy proslavily již v době jeho života.
Připojený dvojjazyčný nápis „Dobrá kočzka, která nemlsá/ Dass ist eine gutte Khatz, die nicht nascht“ budí zdání, že se jedná o české lidové rčení, ale tento text je znám pouze z Hollarova leptu. Pořekadlo se může vztahovat k německé oblasti, odkud pocházela rytcova matka Margareta či jej mohl Hollar zachytit během svých cest po Německu.  Pokud se přece jen úsloví vztahuje k českému prostředí, mohlo by se interpretovat slovy "Dobře slouží ten, kdo slouží poctivě."
Předlohou velké varianty z roku 1663 byla kresba podle živého modelu – kočky moskevského velkoknížete, která se zachovala a oproti leptu je zrcadlově obrácená. Tento lept je označen francouzským nápisem „Le vray portrait du chat du grand Duc de Moscouie“. Autor ojediněle ztvárnil barvu, hustotu a směr zvířecí srsti i kresbu kočičích očí.

## Kopie a vlastnictví
Richard Pennington vedle hlavního tisku Dobré kočky (P2109) shledal ještě tři kopie. Jedna kopie obsahuje pouze hlavu bez jakýchkoliv popisů (a), druhá je v popisech zcela totožná s P2109, pouze s odchylkou v českém popisu (b), konečné třetí kopie obsahuje místo českého popisu anglické „It is a good Catt, That Steales not“ (c).
Lept 196 x 144 mm, do uměleckých sbírek Památníku národního písemnictví získán z fondu J. Krecara, Inv. č. KG 840/60 – 804.

## Jiné varianty hlavy kočky, lepty kožešin

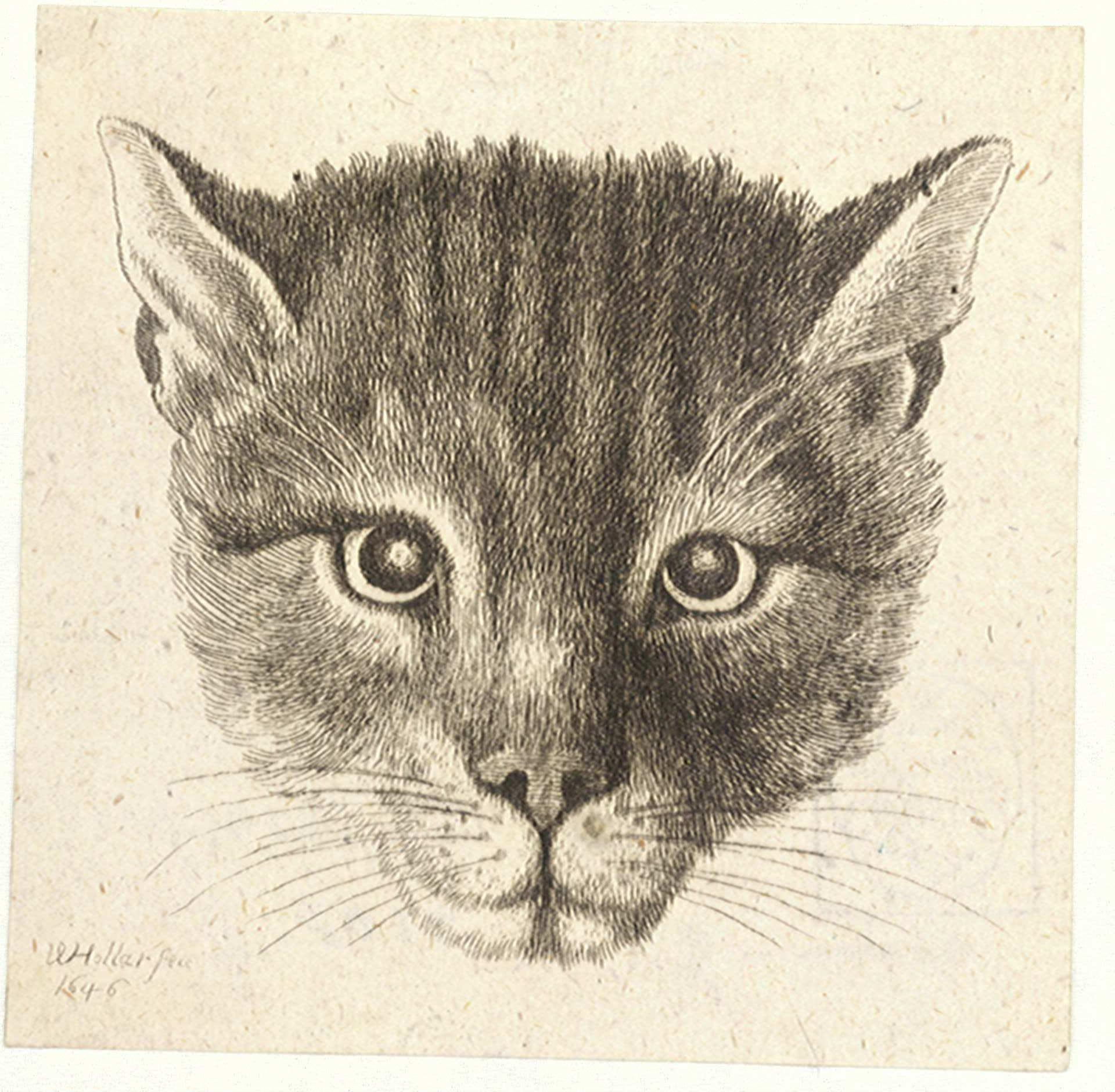
Václav Hollar, Hlava kočky (malá varianta, 1646)
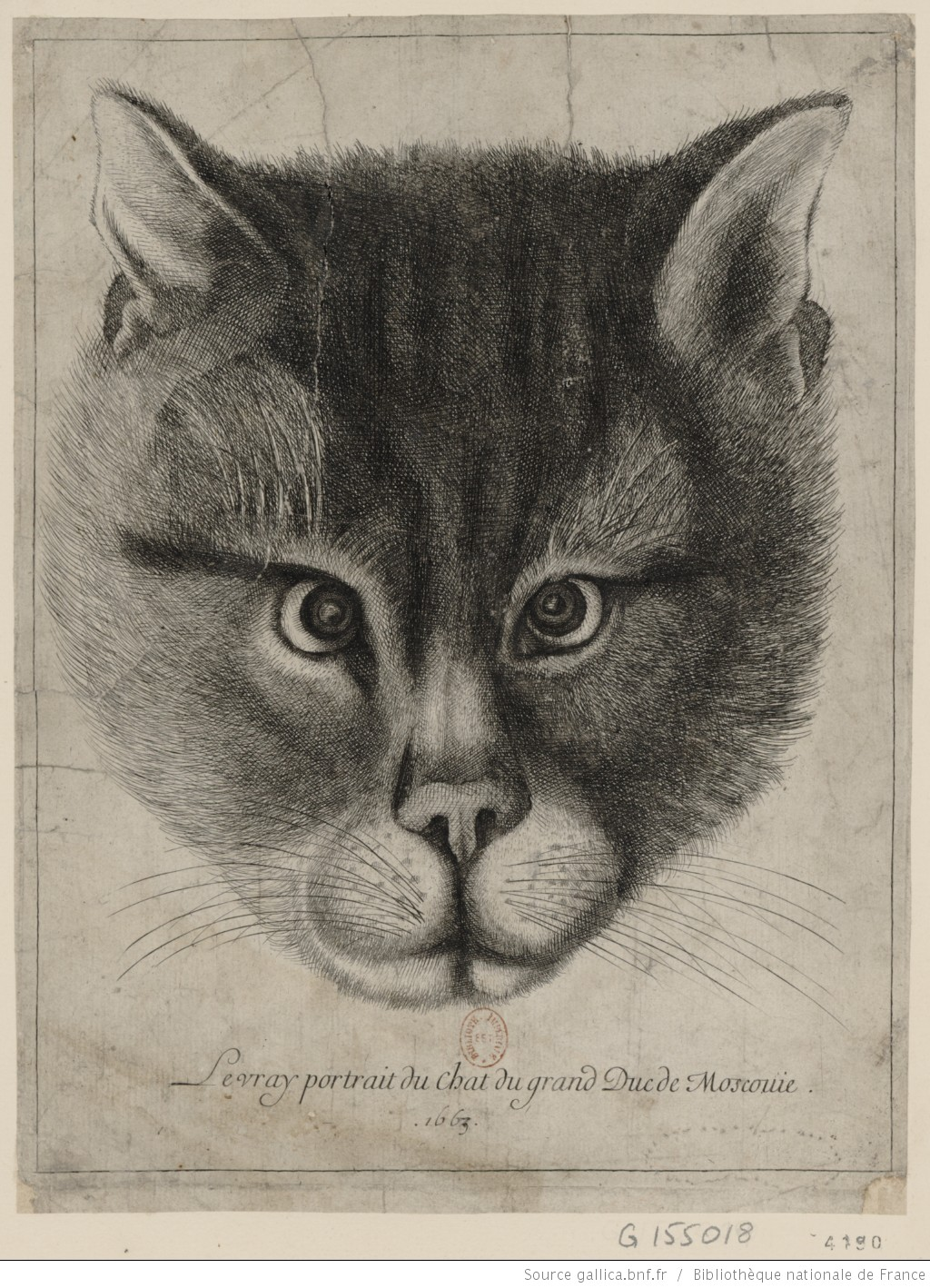
Václav Hollar, Le vray portrait du chat du grand Duc de Moscouie (velká varianta, 1663)
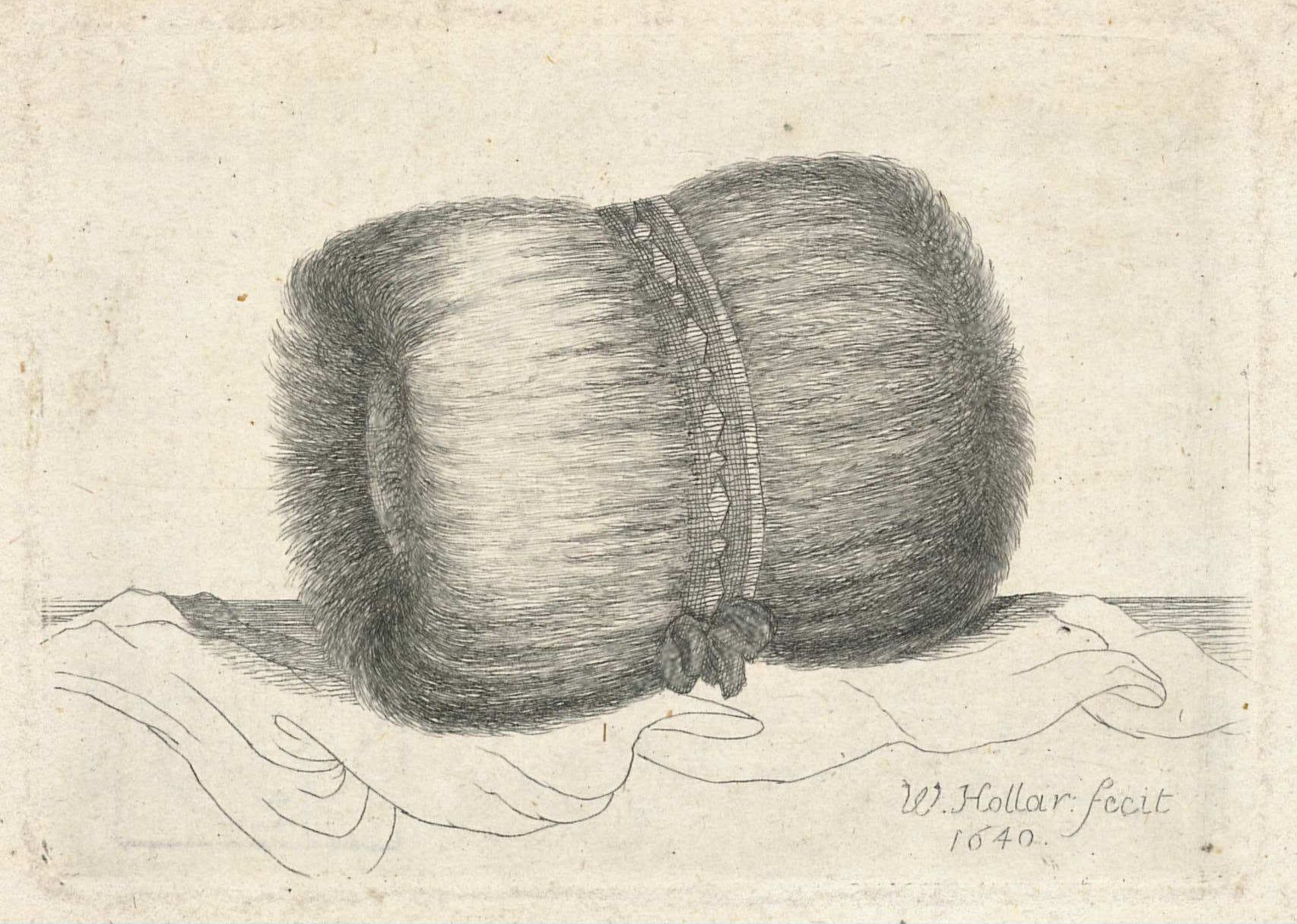
Václav Hollar, světlý rukávník na bílém ubruse (1640)
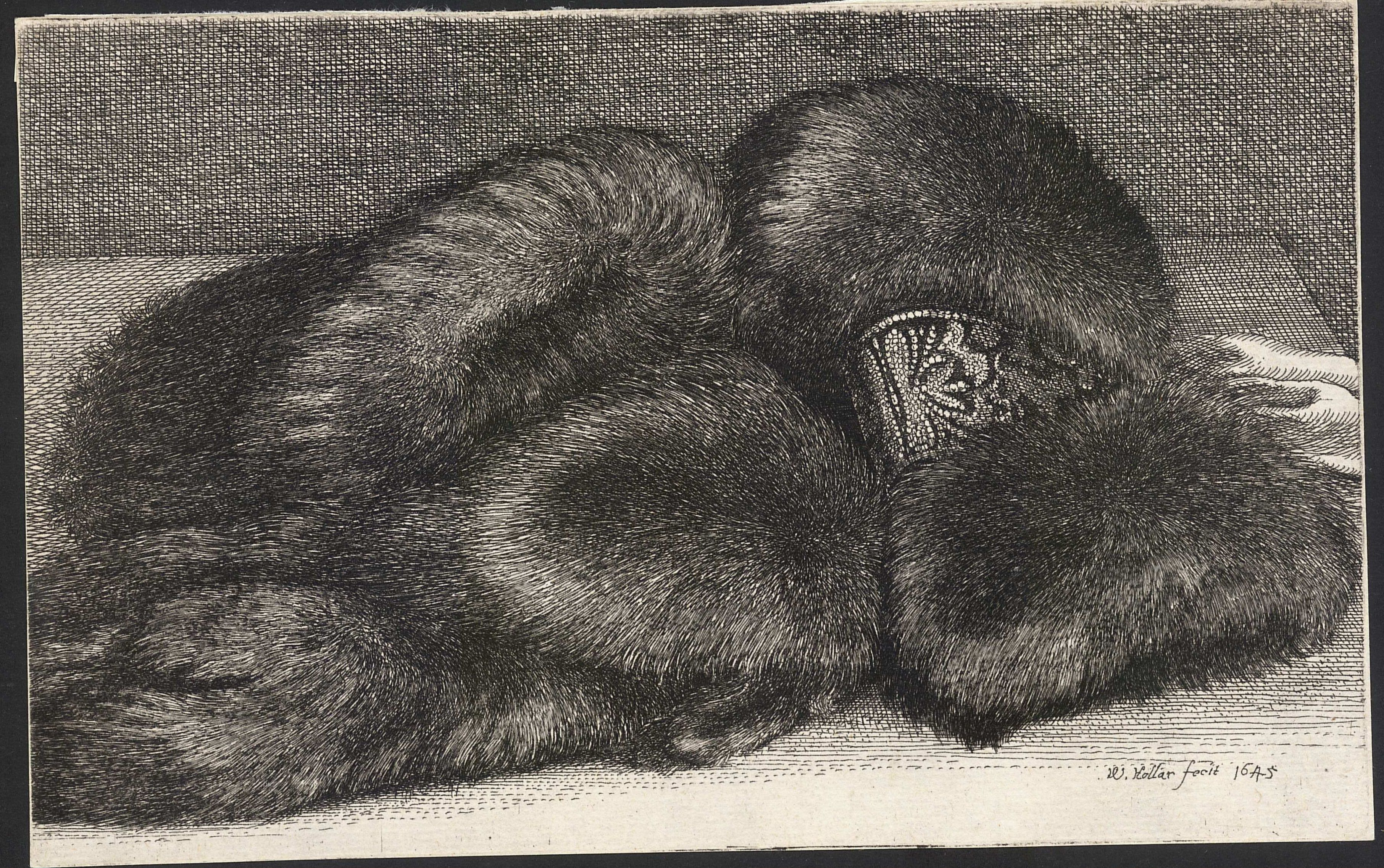
Václav Hollar, rukávník s brokátem (1645)
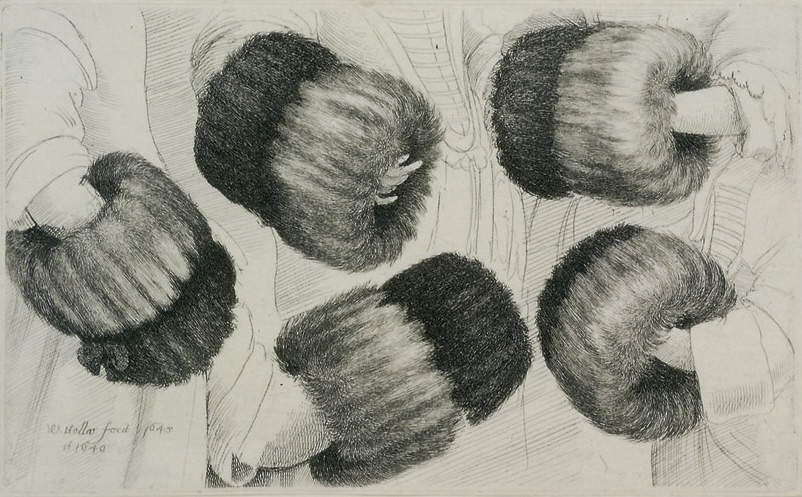
Václav Hollar, rukávník z pěti pohledů (1646)
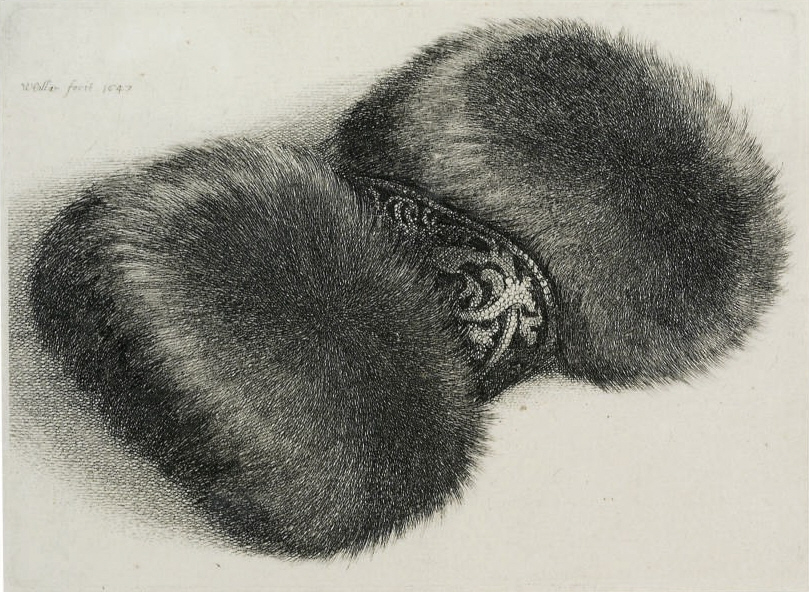
Václav Hollar, rukávník z tmavé kožešiny (1647)
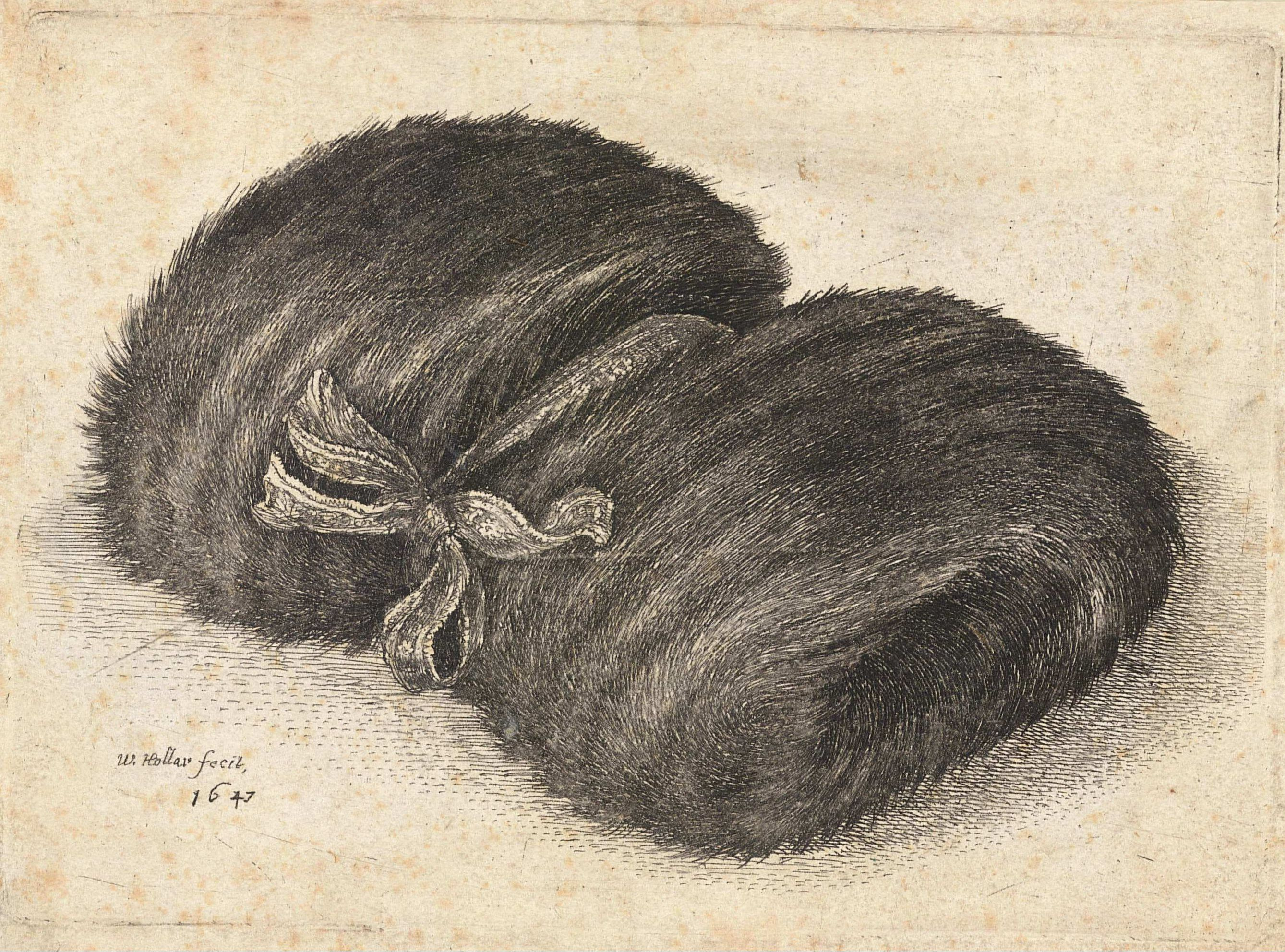
Václav Hollar, rukávník se stužkou (1647)
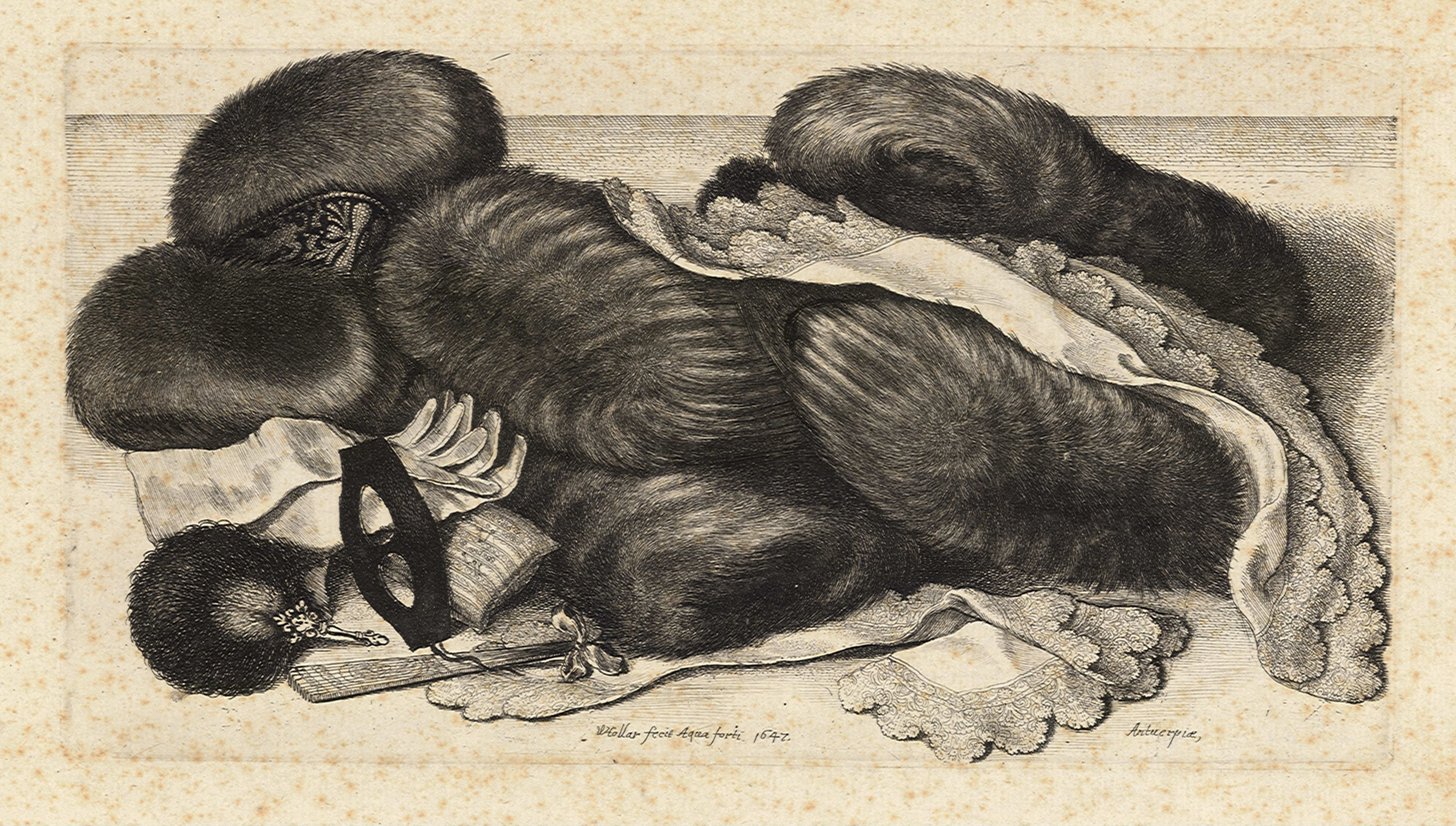
Václav Hollar, rukávníky na stole (1647)